# Lanivtsi
Lanivtsi (ukrainsk: Ланівці) er en by i Kremenets rajon, Ternopil oblast, Ukraine. Indbyggertallet er 8.680 i 2001. Den er vært for administrationen af Lanivtsi urban hromada, en af Ukraines hromadaer.
Byen har 8.401 (2020) indbyggere.

## Historie
Lanivtsi fik byrettigheder i 1545 af den polske konge. Indtil Polens delinger var den en del af Volhynisk voivodskab i Den polsk-litauiske realunion. Ashkenazy-jøder begyndte senere at bosætte sig der. I 1795 - 1918 var Lanivtsi besat af Det Russiske Kejserrige. I 1897 talte den jødiske befolkning 1.174 ud af byens i alt 2.525 indbyggere. Talrige jøder blev dræbt i pogromer, og andre emigrerede til Vesteuropa eller USA. I 1921 var deres befolkning i byen 640. Der var en Tarbutskole og yeshiva, og mange af de yngre mennesker blev zionister.
Efter den tredje polske deling faldt byen i 1795 til det Russiske Kejserrige, fra 1919 til 1939 var den en del af den anden polske republik og siden slutningen af anden verdenskrig til Ukrainske Sovjetrepublik.
Siden Sovjetunionens opløsning har Laniwzi tilhørt det uafhængige Ukraine som en bymæssig bebyggelse og blev i 2001 af Verkhovna Rada ophøjet til en by med status af rayoncenter.